# Tadeusz Śmigielski
Tadeusz Mieczysław Śmigielski vel Tadeusz Śliwiński ps.: Ślad, Lot, Zbyszek (ur. 3 stycznia 1913 w Warszawie, zm. w 1999 w Cheltenham w Wielkiej Brytanii) – porucznik saperów Wojska Polskiego, Polskich Sił Zbrojnych i Armii Krajowej, cichociemny.

## Życiorys
Urodził się w rodzinie Rafała i Anny z Nożyńskich. W roku 1933 zdał maturę w Średniej Szkole Technicznej w Brześciu, po czym wstąpił jako ochotnik do Szkoły Podchorążych Rezerwy Saperów w Modlinie. Na stopień podporucznika został mianowany ze starszeństwem z dniem 1 stycznia 1936 roku i 25. lokatą w korpusie oficerów rezerwy inżynierii i saperów. W 1937, roku po krótkim okresie pracy w PKP, jako oficer rezerwy został powołany do służby czynnej, a później przemianowany na oficera służby stałej, w tym samym stopniu i starszeństwie oraz 1. lokatą w korpusie oficerów saperów, grupa techniczna. Służył w 1 batalionie mostów kolejowych w Krakowie na stanowisku dowódcy plutonu łączności.
We wrześniu 1939 roku służył w Ośrodku Zapasowym Mostów Kolejowych nr 1. 19 września wraz z Ośrodkiem przekroczył granicę polsko-węgierską. Był internowany na Węgrzech. Po ucieczce w styczniu 1940 roku dotarł do Francji, gdzie został skierowany do Ośrodka Wyszkolenia Oficerów Saperów w Thouars, a następnie do Centrum Wyszkolenia Saperów w Wersalu i od 1 czerwca 1940 roku ponownie w Thouars, gdzie 18 czerwca był ranny w nogę w czasie niemieckiego bombardowania. Po upadku Francji został ewakuowany do Wielkiej Brytanii, gdzie został przydzielony do Zgrupowania Saperów przy 7 Brygadzie Kadrowej Strzelców. Następnie służył w 4 Brygadzie Kadrowej Strzelców i w 1 Samodzielnej Brygadzie Spadochronowej. 30 października 1940 roku został mianowany na stopień porucznika ze starszeństwem z dniem 1 stycznia 1940 roku w korpusie oficerów saperów.
Zgłosił się do służby w kraju. Ukończył Oficerski Kurs Doskonalący Administracji Wojskowej (polska szkoła wywiadu) i został zaprzysiężony 13 stycznia 1942 roku w Oddziale VI Sztabu Naczelnego Wodza w Londynie. Zrzutu dokonano w nocy z 27 na 28 marca 1942 roku w ramach operacji „Boot” dowodzonej przez kpt. naw. Antoniego Voelnagla. Ekipa została zrzucona na placówkę odbiorczą „Trawa” koło wsi Przyrów. Po aklimatyzacji w Warszawie dostał przydział do Referatu „Wschód” Wydziału Wywiadu Ofensywnego Oddziału II Informacyjno-Wywiadowczego Sztabu Komendy Głównej AK na stanowisko instruktora referatu i oficera do zadań specjalnych. Wyjeżdżał na tereny wschodnie i prowadził szkolenia wywiadowcze. W czerwcu 1943 roku został oddelegowany do Obszaru Lwowskiego AK. Wkrótce po przybyciu do Lwowa 22 czerwca został aresztowany przez Gestapo i osadzony w więzieniu przy ul. Łąckiego. 3 października 1943 roku przewieziono go do obozu koncentracyjnego Auschwitz-Birkenau, skąd 23 października został przetransportowany Buchenwaldu, a następnie do Mittelbau-Dora i do Bergen-Belsen. 15 kwietnia 1945 roku został uwolniony przez oddziały brytyjskie.
Od 25 maja 1945 roku służył w brytyjskiej 8 Brygadzie Pancernej jako tłumacz. Od 31 lipca 1945 roku pozostawał w dyspozycji szefa Misji Wojskowej przy brytyjskiej 21 Grupie Armii jako oficer łącznikowy. 2 października 1945 roku zameldował się w Oddziale VI Sztabu Naczelnego Wodza. Zmarł w 1999 roku w Cheltenham, Gloucestershire, Wielka Brytania.

## Ordery i odznaczenia
- Krzyż Srebrny Orderu Wojennego Virtuti Militari nr 13413[6]